# Grenoble École de Management
Az Grenoble École de Management (GEM) egy európai felsőoktatási intézmény, amely az üzleti tudományok terén nyújt posztgraduális képzést. Két campusa van, Grenoble-ban és Párizsban. 1984-es alapításával az intézményt.
2015-ben az GEM a Financial Times rangsora szerint a legjobb 20 európai üzleti iskola között szerepelt. Az intézmény MBA programja a 94. helyen szerepel.
Az iskola programjai AMBA, EQUIS és AACSB hármas akkreditációval rendelkeznek.